# Исчезнувшие населённые пункты Ивановской области/Комсомольский район
Исчезнувшие населённые пункты Ивановской области/Комсомольский район
- Ананкино, Тюгаевский с/с, № 86 от 17.02.1972
- Баклановка, Новоусадебский с/с, № 152 от 17.07.1997
- Балахна, Березниковский с/с, № 86 от 17.02.1972
- Бельково, Шатровский с/с, № 86 от 17.02.1972
- Блудово, Михеевский с/с, № 152 от 17.07.1997
- Бошарово, Кулеберьевский с/с, № 17/9 от 11.11.1979
- Высоково, Никольский с/с, № 20/11 от 15.11.1976
- Горки, Шатровский с/с, № 86 от 17.02.1972
- Горлово, Кулеберьевский с/с, № 152 от 17.07.1997
- Гридино, Коромысловский с/с, № 9/20-1 от 24.04.1978
- Долматово, Березниковский с/с, № 809 от 9.12.1974
- п. Дома Отдыха ИвГРЭС, Кулеберьевский с/с, № 664 от 20.11.1972
- Дьяконово, Седельницкий с/с, № 292 от 11.05.1961
- Елизаветка, Миловский с/с, № 664 от 20.11.1972
- Ефросинки, Шатровский с/с, № 86 от 17.02.1972
- Жарки, Седельницкий с/с, № 25/17 от 16.12.1975
- Иванково, Коромысловский с/с, № 9/20-1 от 24.04.1978
- Исаково, Михеевский с/с, № 86 от 17.02.1972
- Козлецово, Комсомольский с/с, № 25/17 от 16.12.1975
- Кривцово, Тюгаевский с/с, № 809 от 9.12.1974
- Крошкино, Писцовский с/с, № 9/20-1 от 24.04.1978
- Крюково, Коромысловский с/с, № 9/20-1 от 24.04.1978
- Кстово, Миловский с/с, № 269 от 9.04.1974
- п. Ленина, Березниковский с/с, № 664 от 20.11.1972
- Леонтьево, Шатровский с/с, № 269 от 9.04.1974
- Лосево, Шатровский с/с, № 25/17 от 16.12.1975
- Лукоянки, Дмитриевский с/с, № 292 от 11.05.1961
- Миловское, Миловский с/с, № 424 от 24.06.1966
- Моруево, Писцовское СП, N 125-ОЗ от 12.10.2005
- Мозготиха, Дмитриевский с/с, № 292 от 11.05.1961
- село Никульское, Писцовское СП, N 125-ОЗ от 12.10.2005
- Ново, Новоусадебское СП, N 125-ОЗ от 12.10.2005
- Новосёлки, Шатровский с/с, № 20/11 от 15.11.1976
- Овсянки, Березниковский с/с, № 664 от 20.11.1972
- п. ж.-д. рзд. Ораново, Никольский с/с, № 20/11 от 15.11.1976
- Ораново, Никольский с/с, № 152 от 17.07.1997
- Павлово, Шатровский с/с, № 664 от 20.11.1972
- Панферьево, Шатровский с/с, № 86 от 17.02.1972
- Писцы Малые, Писцовский с/с, № 17/9 от 11.11.1979
- п. Подсобного хозяйства «Красная Талка», Писцовский с/с, № 86 от 17.02.1972
- Рельницы, Губцевский с/с, № 269 от 9.04.1974
- село Румянцево, Новоусадебское СП, N 125-ОЗ от 12.10.2005
- Савиха, Никольский с/с, № 86 от 17.02.1972
- Сретенье, Шатровский с/с, № 86 от 17.02.1972
- Старово, Писцовский с/с, № 86 от 17.02.1972
- Стипирево, Михеевский с/с, № 17/9 от 11.11.1979
- Тимошкино, Березниковский с/с, № 86 от 17.02.1972
- Устьяново, Березниковский с/с, № 86 от 17.02.1972
- Фомикино, Березниковский с/с, № 86 от 17.02.1972
- Чулково, Миловский с/с, № 86 от 17.02.1972
- Церковново, Седельницкий с/с, № 25/17 от 16.12.1975
- Шимаханки, Шатровский с/с, № 269 от 9.04.1974
- Юрьево-Второе, Миловский с/с, № 809 от 9.12.1974